# Vektor přerušení
Vektor přerušení je adresa paměti handleru přerušení nebo index pole tabulky vektorů přerušení, která obsahuje paměťové adresy přerušení. Tabulka bývá většinou umístěna na začátku paměti, jak je běžné u procesorů architektury x86. Zvláštním přerušovacím vektorem je resetovací vektor (vyvolatelný signálem RESET), který pouze skočí na adresu F000:FFF0.
Jinými slovy se vektor přerušení dá popsat také jako adresa první instrukce samotné obsluhy přerušení.